# غلامعلی محمدی کوشکی

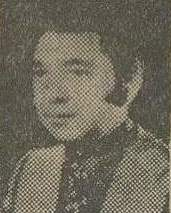
کوشکی

غلامعلی محمدی کوشکی (زادهٔ ۱۳۱۰) نمایندهٔ دورهٔ بیست‌وچهارم مجلس شورای ملی از حوزهٔ انتخابیهٔ اسفراین بود.
غلامعلی فرزند بهادر در ۱۳۱۰ شمسی در اسفراین متولد شد. در ۱۳۳۳ برای ادامهٔ تحصیل به اروپا رفت و پزشکی خواند. پس از اتمام تحصیلات در سوئیس و آلمان به طباطب مشغول شد و به سمت‌های ریاست بخش و معاونت بیمارستان نیز نائل آمد. در ۱۳۵۴ به ایران بازگشت و در انتخابات مجلس ایران (۱۳۵۴) با کسب ۶٬۷۸۵ رأی از مجموع ۱۲٬۱۱۷ رأی مأخوذه به نمایندگی از مردم اسفراین به مجلس شورای ملی راه یافت. او جزو نمایندگان منتقد بود و با دولت‌های ازهاری و شریف‌امامی و لایحهٔ حکومت نظامی مخالفت کرد.